# I fratelli De Filippo
Pour plus de détails, voir Fiche technique et Distribution.
I fratelli De Filippo est un film italien réalisé par Sergio Rubini, sorti en 2021.
Le film a été présenté au Festival international du film de Rome, et est sorti en salles le 13 décembre 2021.

## Synopsis
Le film retrace l'histoire des acteurs Eduardo, Peppino et Titina De Filippo, et leurs relations compliquées avec leur père, le dramaturge et acteur Eduardo Scarpetta.

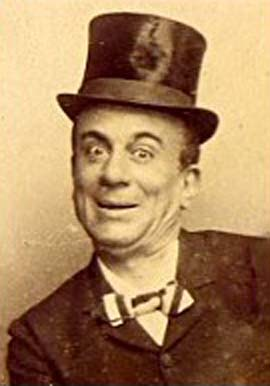
Photo d'Eduardo Scarpetta (1900-1984).
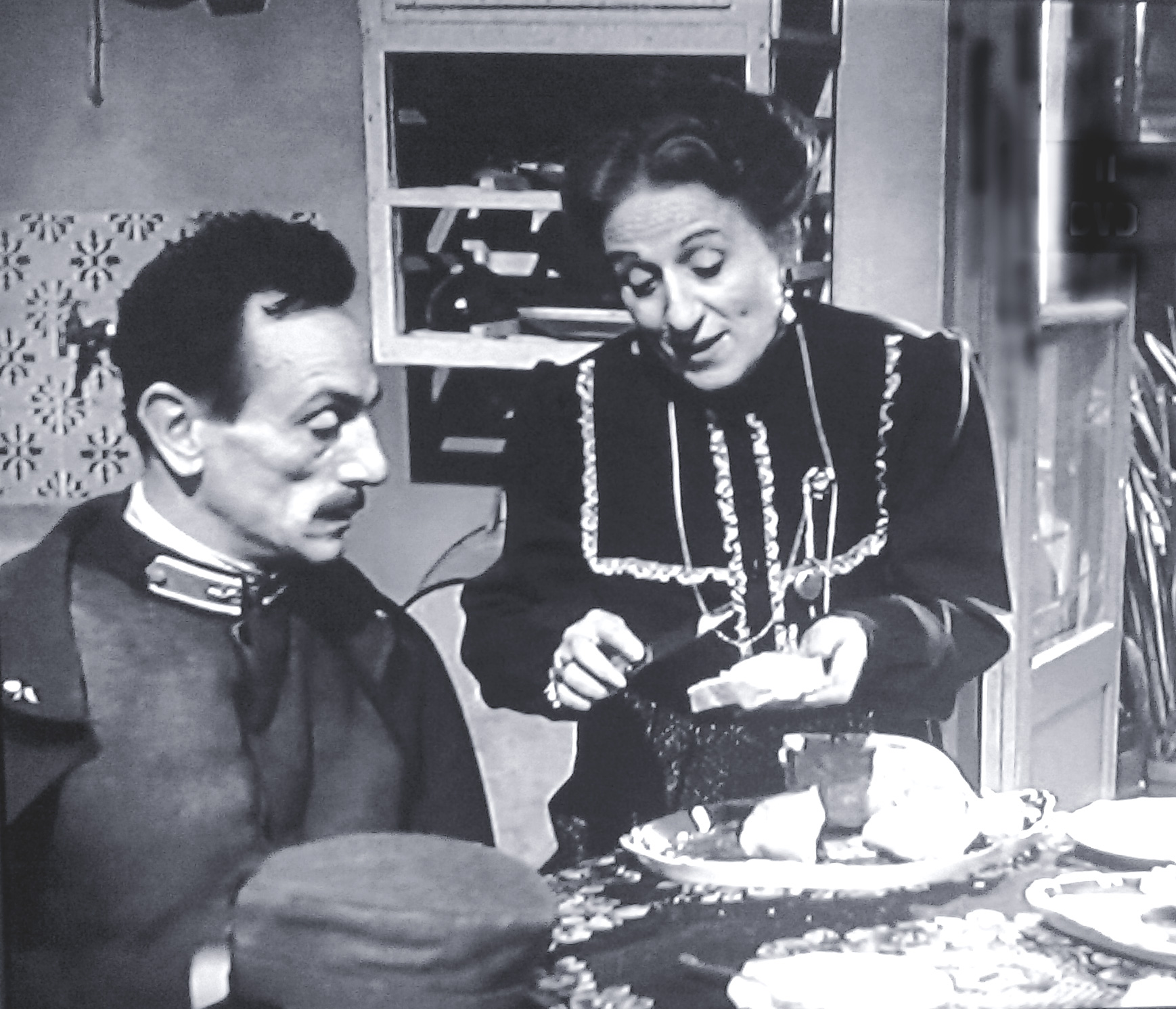
Eduardo De Filippo et Titina en 1954.
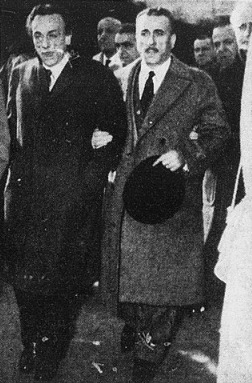
Eduardo De Filippo et Peppino en 1960.

## Fiche technique
- Réalisation : Sergio Rubini
- Scénario : Sergio Rubini, Carla Cavalluzzi, Angelo Pasquini
- Photographie : Fabio Cianchetti
- Montage : Giogiò Franchini
- Musique : Nicola Piovani
- Distributeur : 01 Distribution
- Durée : 139 minutes[1]
- Date de sortie : 13 décembre 2021[2]

## Distribution
- Mario Autore : Eduardo De Filippo
- Domenico Pinelli : Peppino De Filippo
- Anna Ferraioli Ravel : Titina De Filippo
- Giancarlo Giannini  : Eduardo Scarpetta
- Susy Del Giudice : Luisa De Filippo
- Biagio Izzo : Vincenzo Scarpetta
- Marisa Laurito : Rosa De Filippo
- Marianna Fontana : Adele Carloni-De Filippo
- Maurizio Casagrande : Giacomo Cinque
- Giovanni Esposito : Capece
- Nicola Di Pinto : Carluccio
- Augusto Zucchi : Impresario
- Lucianna De Falco : Moneylender
- Jennifer Bianchi : Dorothy Pennington
- Francesco Maccarinelli : Pietro Carloni
- Antonio Milo : Aulicino
- Maurizio Micheli : Nicola Urcioli
- Lucienne Perreca : Maria Scarpetta
- Tiziana Tirrito : Tina Pica
- Vincenzo Salemme : Riccardo Ruggiti

## Distinctions
Le film a été nommé pour six récompenses aux David di Donatello, et le compositeur Nicola Piovani a remporté le prix de la meilleure musique originale.